# 马莲渠乡 (吴忠市)
马莲渠乡，是中华人民共和国宁夏回族自治区吴忠市利通区下辖的一个乡镇级行政单位。

## 行政区划
马莲渠乡下辖以下地区：
杨渠村、柴桥村、马莲渠村、岔渠桥村、汉北堡村、巴浪湖村、廖桥村和陈木闸村。